# لوکا کاراباتیچ
لوکا کاراباتیچ (فرانسوی: Luka Karabatic‎؛ زادهٔ ۱۹ آوریل ۱۹۸۸) بازیکن هندبال اهل فرانسه است.